# Samos (Spanyolország)
Samos egy község Spanyolországban, Lugo tartományban. Samos O Incio, Sarria, Láncara, Triacastela, Pedrafita do Cebreiro, Folgoso do Courel és A Pobra do Brollón községekkel határos. Lakosainak száma 1198 fő (2024).

## Népesség
A település népessége az elmúlt években az alábbi módon változott:
| Lakosok száma | 2125 | 1923 | 1768 | 1707 | 1556 | 1458 | 1343 | 1278 | 1202 | 1198 |
|               | 2001 | 2004 | 2007 | 2009 | 2012 | 2014 | 2017 | 2019 | 2022 | 2024 |